# Astroloba bullulata

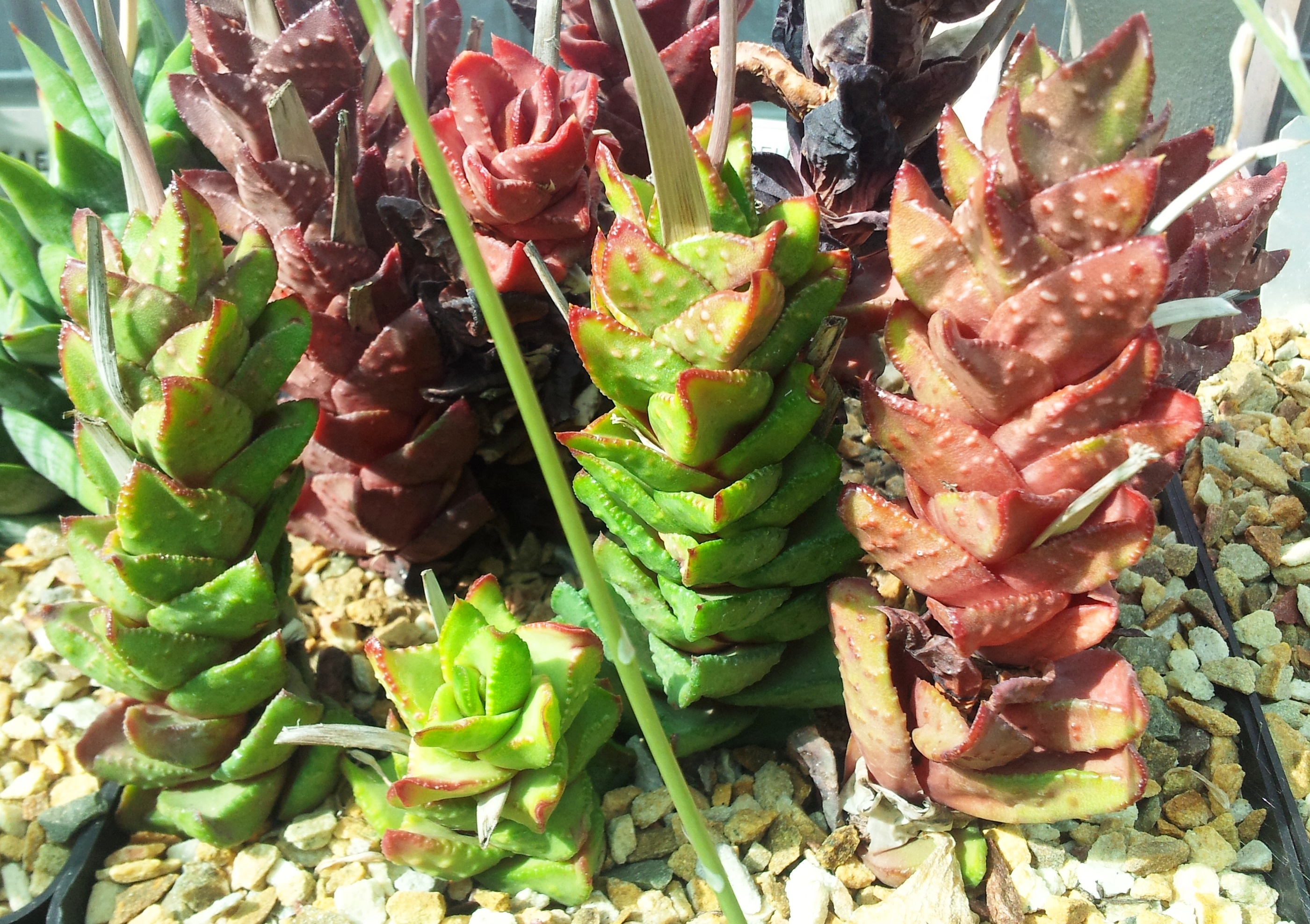
Astroloba bullulata

Astroloba bullulata és una espècie de planta suculenta del gènere Astroloba, que pertany a la subfamília de les asfodelòidies (Asphodeloideae), dins la família de les asfodelàcies (Asphodelaceae).

## Descripció

### Característiques vegetatives
Astroloba bullulata té les fulles generalment gairebé verticals i formen cinc files rectes o rarament es disposen en forma de maó als brots. El limbe foliar és de color marró verdós brut i fa entre 23 i 40 mm de llarg i de 13 a 26 mm d'ample. Les puntes de les fulles es corben cap a l'exterior, sovint cap al costat de la quilla. La superfície foliar és berrugosa, les berrugues fan aproximadament 1 mil·límetre de diàmetre i sobresurten de manera força destacada. Hi ha poques berrugues disperses irregularment o són nombroses i disposades en línies transversals.

### Inflorescències i flors
La inflorescència està composta per un raïm de poques flors de 14 a 30 cm de llarg. Les flors són verticals, de color marró verdós, tenen tiges florals de 3 a 6 mm de llarg i tenen puntes groguenques. El peduncle recte fa de 8 a 11 mil·límetres de llarg i uns 3 mil·límetres de diàmetre. Les seves puntes fan uns 2 mil·límetres de llarg.

### Genètica
El nombre de cromosomes és {\displaystyle 2n=14}.

## Distribució i hàbitat
Astroloba bullulata es distribueix a les províncies sud-africanes del Cap Occidental i del Cap Oriental; concretament es troba a l'extrem sud-oest del gran Karoo. La seva localitat més occidental registrada es troba al nord-est de Ceres. És comú a la part oriental del Tanqua Karoo, al voltant de Matjiesfontein i Laingsburg, i tan al sud fins al pas Rooinek, on gradualment es converteix en Astroloba pentagona. Afavoreix la vegetació del karoo suculent, generalment en sòls rics en argiloses, en vessants rocosos i dins d'arbustos protectors.

## Taxonomia
Astroloba bullulata va ser descrita per (Jacq.) Uitewaal i va ser publicat a Succulenta (Netherlands) 28: 53, a l'any 1947.
Etimologia
Astroloba: nom genèric que deriva de les paraules gregues astros, "estrella" i lobos, "lòbul".
bullulata: epítet llatí que significa "amb bombolles".
Sinonímia
- Aloe bullulata Jacq., Fragm. Bot.: 72 (1809). (Basiònim/Sinònim substituït)
- Apicra bullulata (Jacq.) Willd., Mag. Neuesten Entdeck. Gesammten Naturk. Ges. Naturf. Freunde Berlin 5: 273 (1811).
- Haworthia bullulata (Jacq.) Parr, Bull. African Succ. Pl. Soc. 6: 195 (1971).
- Tulista bullulata (Jacq.) G.D.Rowley, Alsterworthia Int., Special Issue 10: 5 (2013).
- Apicra egregia Poelln., Repert. Spec. Nov. Regni Veg. 28: 100 (1930).
- Astroloba egregia (Poelln.) Uitewaal, Succulenta (Netherlands) 28: 54 (1947).
- Astroloba egregia var. fardeniana Uitewaal, Cact. Succ. J. Gr. Brit. 20: 6 (1948).
- Haworthia egregia (Poelln.) Parr, Bull. African Succ. Pl. Soc. 6: 195 (1971).
- Haworthia egregia var. fardeniana (Uitewaal) Parr, Bull. African Succ. Pl. Soc. 6: 195 (1971).[5]